# Auxili
Auxili és un grup de música que va nàixer l'any 2005 a Ontinyent, a la Vall d'Albaida. El seu estil musical és el reggae amb pinzellades de ska, ragga i rap en algunes de les seues cançons. El grup sempre ha optat per la descàrrega gratuïta dels seus treballs discogràfics.
Com a col·lectiu musical donen suport a les lluites populars. Les seues lletres, la majoria en valencià, estan carregades de missatges reivindicatius: denuncien la desigualtat social, la brutalitat policial, la corrupta gestió política i el sistema capitalista. D'altra banda, també Auxili compta amb cançons que tracten l'amor i desamor, la germanor i l'amistat. Els seus referents musicals són grups com Obrint Pas, Atzukak, Al Tall i La Gossa Sorda.

## Trajectòria
Els fundadors d'Auxili varen ser Esteve Tortosa i Marc Andrés (veus), Salva Berenguer (trompeta) i Miguel Ramos (bateria). Posteriorment s'hi incorporaren Fèlix Cortés (guitarra i cors), Adrià Llin (baix i cors), Gustau Garcia (percussions), Sam (tècnic de so i productor), Miki Garcia (trombó) i Joan Marc Pérez (teclats).
L'any 2013, amb la publicació del seu primer disc autoeditat Dolç atac, Auxili va començar a fer concerts pel País Valencià. El grup va penjar la seua primera cançó amb videoclip del disc, «Abismes», dies abans del seu llançament, aconseguint un gran nombre de visites al seu canal de YouTube. Auxili va anar consolidant la seua trajectòria i va fer el salt a la popularitat amb el seu segon àlbum Instants cremant (2016). També uns dies abans van publicar el videoclip de la cançó «L'ona». L'any abans, però, ja havien publicat un nou senzill anomenat «Detonem l'estona», posteriorment inclòs en el segon disc.
Per a l'edició del Festivern del 2016, Auxili va compondre la cançó «Foc i vent», utilitzada com a videoclip promocional. Aquest va comptar amb la col·laboració de diversos artistes com Alguer Miquel de Txarango, Josep «Panxo» de La Raíz, i Simone i Michelle de Train to Roots. El març de 2018, amb l'avançament del videoclip «Hui la liem», Auxili va presentar el seu tercer àlbum: Tresors. Caracteritzat per l'ús més notori dels sons electrònics. Compta amb diverses col·laboracions (Panxo de Zoo, Ander de Green Valley i Josep Montero d'Oques Grasses) i amb dos cançons adaptades de Raimon i Maria del Mar Bonet.
L'any 2022, Auxili publicà l'àlbum Guaret, amb una base festiva i plena d'energia, unes lletres fidels a la seua trajectòria i amb les col·laboracions de Maria Bertomeu, Tribade i Los Chikos del Maíz. El 2025 va publicar Aborigen, el cinquè treball, amb deu noves cançons que exploren nous horitzons musicals sense perdre l'essència combativa i festiva que els caracteritza i les col·laboracions d'Adala, Malifeta, Les Testarudes, Santa Salut i Carles Caselles de Smoking Souls.

## Discografia

### Maqueta

#### Existirem...?(Quimera Records, 2010)
1. Intro
2. Estem
3. No!
4. Som els déus
5. Existirem...?
6. La gran butxaca
7. Imagina
8. Aquelles coses
9. Rastanan
10. Si ve la policia

### Àlbums

#### Dolç atac(autoedició, 2013)
1. Crèixer junts
2. Rude girl
3. Revoltes
4. Abismes
5. Auxili
6. Clax-Sound
7. C’mon
8. Lliure
9. Te la dec
10. Passa el temps
11. I ara que?

#### Instants cremant(Propaganda pel fet!, 2016)
1. L'ona
2. No puc deixar-te
3. Com el foc
4. Àcid
5. Mal, fuig!
6. Donem la cara
7. A 7 centímetres
8. Imposibles
9. Detonem l'estona
10. Enmig de la nit

#### Tresors(Propaganda pel fet!, 2018)
1. Hui la liem
2. Si tu vols
3. Com Camot
4. Pàgines negres
5. Ferides
6. T’escric
7. Fora dels murs
8. Converses de balcons
9. No m’esperes
10. El front

#### Guaret(Propaganda pel fet!, 2022)
1. Guaret
2. Diga-li
3. El vici
4. Música i manta
5. Valentes jugades
6. La brúixola
7. Moussaka
8. Parèntesi